# Eric Obinna
Eric Obinna Chukwenyelu (Owerri, Nigeria, 10 de junio de 1981) es un exfutbolista franco-nigeriano. Jugaba como delantero. 
Obinna se formó en las divisiones menores del Arsenal en Inglaterra, de allí jugó cedido en equipos de media tabla en Brasil, Francia, Italia, Alemania e Italia En 2008 por petición del entrenador argentino Mario Vanemerak estuvo cerca de fichar con el Millonarios de Colombia. Luego de este paso fallido Obinna estuvo militando una década en ligas exóticas como la de Túnez, Singapur, Malasia, India y Malta.

## Clubes
| Club                | País          | Año         |
| ------------------- | ------------- | ----------- |
| Bahía               | Brasil        | 1998        |
| Saint-Étienne       | Francia       | 1999        |
| Saint-Ouen          | Francia       | 1999 - 2000 |
| FC Rouen            | Francia       | 2000 - 2002 |
| Stuttgarter Kickers | Alemania      | 2002 - 2004 |
| Kaiserslautern      | Alemania      | 2004 - 2005 |
| Reading             | Inglaterra    | 2005        |
| Stevenage Borough   | Inglaterra    | 2006        |
| S.S. Cassino 1927   | Italia        | 2007        |
| Daejeon Citizen     | Corea del Sur | 2008        |
| Warriors            | Singapur      | 2009        |
| ATM FA              | Malasia       | 2010        |
| Étoile              | Singapur      | 2010        |
| St. George's        | Malta         | 2011        |
| Monastirienne       | Túnez         | 2014 - 2015 |
| Churchill Brothers  | India         | 2017 - 2018 |